# Edmilson Dove
Edmilson Gabriel Dove (Tavene, 18 de julho de 1994) é um futebolista moçambicano que atua como lateral-esquerdo. Atualmente defende o Kaizer Chiefs e a Seleção Moçambicana.

## Carreira em clubes
Tendo passado por Giral Sol FC, Clube de Gaza e Desportivo de Tavene, Dove chegou ao Ferroviário de Maputo em 2013 e se profissionalizou 2 anos depois, vencendo o Campeonato Moçambicano de 2015. Em maio de 2016, realizou um período de testes no Sporting, mas não assinou com o clube português e seguiu no Ferroviário até janeiro de 2017, quando foi contratado pelo Cape Town City. Pelos Citizens, Dove atuou 83 partidas e marcou 4 gols.
O lateral ainda voltaria a Moçambique para uma curta passagem pela União do Songo em 2022, jogando 6 partidas na campanha do título dos Hidroeléctricos. Em agosto do mesmo ano, foi contratado pelo Kaizer Chiefs.

## Seleção
A estreia de Dove pela Seleção Moçambicana foi na Copa COSAFA de 2015 atuando nas partidas contra Malaui (empate por 2 a 2 no tempo normal e vitória dos Mambas por 5 a 4 na disputa por pênaltis) e Namíbia, que terminaria como campeã do torneio.
Convocado para a Copa das Nações Africanas de 2023, atuou em 2 partidas dos Mambas na competição, contra Egito (empate por 2 a 2) e Cabo Verde, e não saiu do banco de reservas contra Gana. A seleção moçambicana terminaria eliminada na primeira fase, com 2 pontos.

## Títulos
Ferroviário de Maputo
- Campeonato Moçambicano: 2015

União do Songo
- Campeonato Moçambicano: 2022

Cape Town City
- Taça MTN 8: 2018